# ピチット駅
ピチット駅（ピチットえき、タイ語:สถานีรถไฟพิจิตร）は、タイ王国北部ピチット県ムアンピチット郡にある、タイ国有鉄道北本線の駅である。

## 概要
ピチット駅はタイ王国北部ピチット県の県庁所在地で、人口約11万人が暮らすムアンピチット郡にある。駅の西側（正面側）が市街地であるが、ナーン川が両者を隔てており市街地へ向かうには橋のある位置までやや大回りしなければならない。クルンテープ駅より346.79kmであり、特急列車利用で4時間10分程度である。
一等駅であり、全列車が停車する駅でもある。1日に32本（16往復）の列車が発着する。内訳は特急5往復、急行1往復、快速5往復、普通5往復であり、内普通列車2往復は当駅が始発、終点である。また当駅を含むロッブリー駅より終点チェンマイ駅までは、単線区間である。

## 歴史
1897年3月26日にタイ官営鉄道最初の区間が、クルンテープ駅 - アユタヤ駅間に開業した。1900年12月21日に当初計画のナコンラチャシーマ駅まで完成した。この頃北本線をチエンマイまで整備する事なり、少しずつ延伸開業の後1908年1月24日にピッサヌローク駅まで完成し、これに伴い当駅も開業した。当駅開業の約14年後の1922年1月1日に、チエンマイ駅までの全通完成を見た。
- 1897年3月26日 【開業】クルンテープ駅 - アユタヤ駅 (71.08km)
- 1897年5月1日  【開業】アユタヤ駅 - バーンパーチー駅 (18.87km)
- 1901年4月1日  【開業】バーンパーチー駅 - ロッブリー駅 (42.86km)
- 1905年10月31日【開業】ロッブリー駅 - パークナムポー駅 (117.75km)
- 1908年1月24日 【開業】パークナムポー駅 - ピッサヌローク駅 (138.66km)

## 駅構造
単式及び島式1面の複合型ホーム2面2線をもつ地上駅であり、駅舎はホームに面している。

## 駅周辺
- ピチットバスターミナル (2.5km)